# 1583
1583. је била проста година.

## Догађаји

### Јул
- 3. јул — Руски цар Иван Грозни убио је, у наступу гнева, сина и престолонаследника Димитрија.

### Август
- 5. август — Хемфри Џилберт основао прву енглеску колонију у Северној Америци, у Сент Џонсу на Њуфаундленду.

## Рођења

### Фебруар
- 24. септембар — Албрехт Валенштајн, бохемски војсковођа и политичар. († 1634)

### Децембар
- Википедија:Непознат датум — Ђироламо Фрескобалди италијански чембалиста, оргуљаш и композитор. († 1643)